# 0815 (Lied)
0815 ist ein Lied der deutschen Rapper Kollegah und Farid Bang aus dem Jahre 2017. Es ist exklusiv auf der dem Boxset ihres dritten Kollaboalbums Jung, brutal, gutaussehend 3 beiliegenden Bonus-CD namens §185 EP enthalten und wurde von den Interpreten selbst geschrieben und von Juh-Dee und Miksu produziert. 2018 lösten Zeilen aus dem Text und die Nominierung des Albums für den Musikpreis Echo eine Diskussion über Antisemitismus aus.

## Musik und Text
0815 gehört den Hip-Hop-Subgenres des Gangsta-Rap und des Battlerap an. Zu einem düsteren Song, der vorwiegend aus harten Beats und Snares sowie einem durchwegs geloopten Chorsample besteht, rappen die beiden Interpreten unter Verwendung von mehrsilbigen Reimschemen, Vergleichen, Homophonen und anderen rhetorischen Stilmitteln provokante, brutale oder überzeichnete Zeilen, die genretypisch zumeist dem Schema folgen, sich selbst positiv und den Zuhörer negativ zu stilisieren. Es wird zudem durch die Zurschaustellung diverser illegaler Aktivitäten (Gewalt gegen Männer und Frauen sowie sexualisierte Gewalt spezifisch gegenüber Mädchen und Frauen, Drogenhandel) eine gewisse Härte und Skrupellosigkeit seitens der Künstler suggeriert. Es sind auf dem Lied auch Seitenhiebe auf die deutschen Musiker Bushido („Komplette Zerfickung für Anis Ferchichi“), Ali Bumaye („keiner von uns kann Ali Huckepack heben“), Marcus Staiger („Hurensohn“), MOK („ist nur'n Running Gag“), Jennifer Rostock („schwingt nach 'ner Schelle den Kochtopf“), Sido („Sidos Schwestern geb ich hardcore“) und Sierra Kidd („Schnips' Zigarren in Sierras Face“) zu finden; neutral erwähnt werden der Rapper Sinan-G und das Hip-Hop-Duo Genetikk.
Im Refrain, den beide Musiker gemeinsam rappen, wenden sie sich direkt an ihre Zuhörer:

„Dieses Album kommt, weil ihr wieder Ansagen braucht

Fuck mich ab und ich ficke deine schwangere Frau (ah)

Danach fick' ich deine Ma, die Flüchtlingsschlampe

JBG 3, keine 08/15-Bande

Dieses Album kommt, weil ihr wieder Ansagen braucht

Fuck mich ab und ich stopfe dir 'ne Pumpgun ins Maul

Dreißig Kilo auf dem Rücksitz, Schlampe

JBG 3, keine 08/15-Bande“

## Kritik und Reaktion
0815 wurde insbesondere im Zuge der Nominierung des Albums Jung, brutal, gutaussehend 3 bei der Echoverleihung 2018 in der Kategorie Hip-Hop/Urban national von den deutschsprachigen Medien und von anderen Musikern breit diskutiert. Hierbei ging es um die Härte der Texte des Werkes und um möglichen Antisemitismus sowie die Frage, wie weit Kunstfreiheit greifen dürfe. Der Ethikbeirat des Echo-Preises prüfte nach dem ersten Aufschrei das Album dahingehend und kam zu dem Ergebnis, es weiterhin für den Wettbewerb qualifiziert zu belassen. Campino, Leadsänger der deutschen Punkrockband Die Toten Hosen, adressierte die beiden Rapper am Abend der Verleihung in seiner Rede noch vor der Bekanntgabe der Gewinner der Kategorie, in der das Album nominiert war. Laut ihm sei Provokation ein „wichtiges Stilmittel“, nimmt sie jedoch eine „frauenfeindliche, homophobe, rechtsextreme oder antisemitische Form“ an, sei seine „persönliche Grenze überschritten“. Tatsächlich konnte das Album später den Preis gewinnen. Marius Müller-Westernhagen, Klaus Voormann, Igor Levit, Enoch zu Guttenberg und das Notos Quartett gaben im Zuge des Sieges aus Protest ihre gewonnenen Echo-Trophäen zurück. Der lang anhaltende mediale Skandal der Verleihung ging letztlich derart weit, dass die Veranstaltung, die als größte deutschsprachige ihrer Art galt, für künftige Jahre gänzlich abgesagt wurde.
Obwohl 0815 kein kommerzieller Erfolg war und auch nur auf der dem Boxset zum Hauptalbum beiliegenden §185 EP enthalten ist, erhielt es die größte mediale Aufmerksamkeit von allen Liedern des Werkes und gilt als dessen kontroversester Titel. Insbesondere Farid Bangs Textzeile „Mein Körper definierter als von Auschwitzinsassen“, die mehrfach fälschlicherweise Kollegah zugeschrieben wurde, wurde weitgehend als besonders schwerwiegend und geschmacklos bewertet und in der Mehrzahl der Artikel über den Vorfall zitiert. Ob die Zeile tatsächlich antisemitisch oder lediglich provokativ sei, wurde unterschiedlich bewertet. So erkannten Der Spiegel oder das Internationale Auschwitz Komitee darin durchaus Judenhass. Der erfolgreiche jüdische Rapper Sun Diego, der sich zum Veröffentlichungszeitpunkt in einem Beef mit den beiden Interpreten befand, sah in dem Lied keinen Antisemitismus, sondern lediglich Geschmacklosigkeit. Der ebenfalls jüdische aus Israel stammende Deutschrapper Ben Salomo begründete seinen kompletten Rückzug aus der Hip-Hop-Musik mit dem Echo-Skandal: „Aber beim Echo-Skandal war Antisemitismus auf einmal preiswürdig. Und das ist für mich ein Signal, dass wirklich Hopfen und Malz verloren ist - sogar außerhalb der Rapszene. Denn dieser Preis wurde von Jurymitgliedern verliehen und von einer Organisation, die einen Ethikrat hatte. Das Ende der Fahnenstange war vor allem außerhalb des Hip-Hops erreicht.“
In einer Studie der Germanisten Sven Bloching und Jöran Landschoff sah man in der berüchtigten Textzeile eher einen Tabubruch als strukturellen Antisemitismus, auch wenn das Gesamtwerk Gewaltverherrlichung und Sexismus aufweise. Hip-Hop-Experten würden laut der Frankfurter Rundschau argumentieren, dass es sich bei dem Lied um einen Beitrag zum Battlerap handle und es als solches eher als sportliches Duell anzusehen sei, was Außenstehende jedoch nur schwer nachvollziehen könnten.
0815 war eines von insgesamt vier Liedern des Boxsets, welche von der BPjM im September 2018 auf Liste A indiziert wurden. Farid Bang nannte die Verhandlung „fair“. Zudem wurde gegen die beiden Interpreten aufgrund der zum Skandal gewordenen Textzeile ein Verfahren wegen Volksverhetzung eingeleitet, jedoch wurde zugunsten der Beschuldigten entschieden – das Werk sei vulgär, allerdings nicht strafbar.